# 埃里克·維奈爾
埃里克·維奈爾（Erik Weiner，1977年6月7日—）是一名美國演員、喜劇作家和監製，最著名作品是共同創作舞台劇《The Bomb-itty of Errors》及在HBO電視劇《酒私風雲》中飾演Agent Sebso。

## 個人生活
維奈爾與妻子和兩名女兒住在洛杉磯。

## 外部連結
- Official website （页面存档备份，存于）
- Famous Last Nerds
- Erik Weiner在互联网电影资料库（IMDb）上的資料（英文）